# O nuntă cum n-a mai fost
O nuntă cum n-a mai fost este un film românesc din 1969 regizat de Mirel Ilieșiu, Eugen Popiță.

## Primire
Filmul a fost vizionat de 607.619 spectatori de spectatori în cinematografele din România, după cum atestă o situație a numărului de spectatori înregistrat de filmele românești de la data premierei și până la data de 31 decembrie 2014 alcătuită de Centrul Național al Cinematografiei.